# Radom
Radom (RAH -dom, Polsk: ˈRadɔm (jiddisch: ראָדעם) er en by i det østlige centrale Polen, der ligger 100 kilometer syd for Polens hovedstad Warszawa ved Mleczna-floden i Masovian Voivodeship, som tidligere har været hovedstaden i Radom Voivodeship (1975– 1998). Radom er den fjortende største by i Polen og den næststørste i voivodskabet med en befolkning på 211.371 fra og med 2019, ned fra 221.066 i 2011.
På trods af at den er en del af det makoviske voivodskab, hører byen historisk til Lillepolen. I århundreder var Radom en del af Sandomierz Voivodeship i Kongeriget Polen og det senere den polsk-litauiske realunion. Den var et vigtigt administrationscenter, der havde fungeret som sæde for Crown Council. Pagten mellem Vilnius og Radom blev underskrevet der i 1401, og Nihil novi og Łaskis statut blev vedtaget af Sejmen på Radoms kongelige slot i 1505. I 1976 var det et centrum for anti-kommunistiske gadeprotester .
Byen er hjemsted for Radom Air Show. "Radom" er også det populære uofficielle navn for en halvautomatisk 9 mm Para- pistol med polsk design ( Model 35 / ViS-35 ), der blev produceret fra 1935 til 1944 i det nationale arsenal i byen under ledelse af Kazimierz Ołdakowski, efter hvem en firkant i Radom er opkaldt. Łucznik Våbenfabrikken (stadig placeret i Radom) fortsætter med at producere moderne militære skydevåben.
Den internationale Radom Jazz Festival og den internationale Gombrowicz Theatre Festival afholdes i byen.